# Hulån och Ilbäcken
Hulån och Ilbäcken var en av SCB avgränsad och namnsatt småort i Vansbro kommun i Dalarnas län. Småorten omfattar bebyggelse i Hulån och Ilbäcken i Järna socken. Området uppgick 2015 i tätorten Skålö.